# Edificio del reloj (Santibáñez de Béjar)
El edificio del reloj es un edificio construido en pleno casco urbano de Santibáñez de Béjar (Salamanca) España. A unos metros de la plaza mayor y de la iglesia. 
Fue construido en 1890, aunque su construcción se finalizó en el año 1892.El adjudicatario de la obra fue el constructor abulense de Piedrahíta, D. Samuel Nieto, cuyo hijo, Samuel Nieto, participó en la construcción del mismo con obreros de Santibáñez de Béjar. Esto motivó que Samuel Nieto emparentara con la hija mayor de Domingo Casquero González (Prisco), Isabel Casquero.
Es de unos 13 metros de altura y hecho prácticamente de granito. Curiosamente en el segundo cuerpo hay oculta un óculo de granito idéntico al del cuerpo superior, para haber colocado allí la esfera del reloj, pero la altura impedía que los péndulos duraran más tiempo.En su interior tiene unos pesados péndulos de gran tamaño que sirven para hacer funcionar al reloj municipal. Éste tiene el diseño propio de aquella época, en números romanos. En el tejado se encuentra la campana, encargada de dar las horas, enrejada y colmada en una veleta. Antiguamente este inmueble fue sede del juzgado y los calabozos del municipio, actualmente el lado derecho del edificio, propiedad del ayuntamiento está cedido a oficinas de correos y telégrafos tras realizarse un acontecimiento del inmueble a tal fin. En el año 2007 fue preciso arreglar el tejado del ala izquierda. En frente del reloj todos los años vecinos toman allí las uvas en Nochevieja. El reloj ha sido reparado en varias ocasiones, la última por unos vecinos del pueblo que lo hicieron desinteresadamente y actualmente funciona con perfección.
- Datos: Q5818437